# Larry Clinton

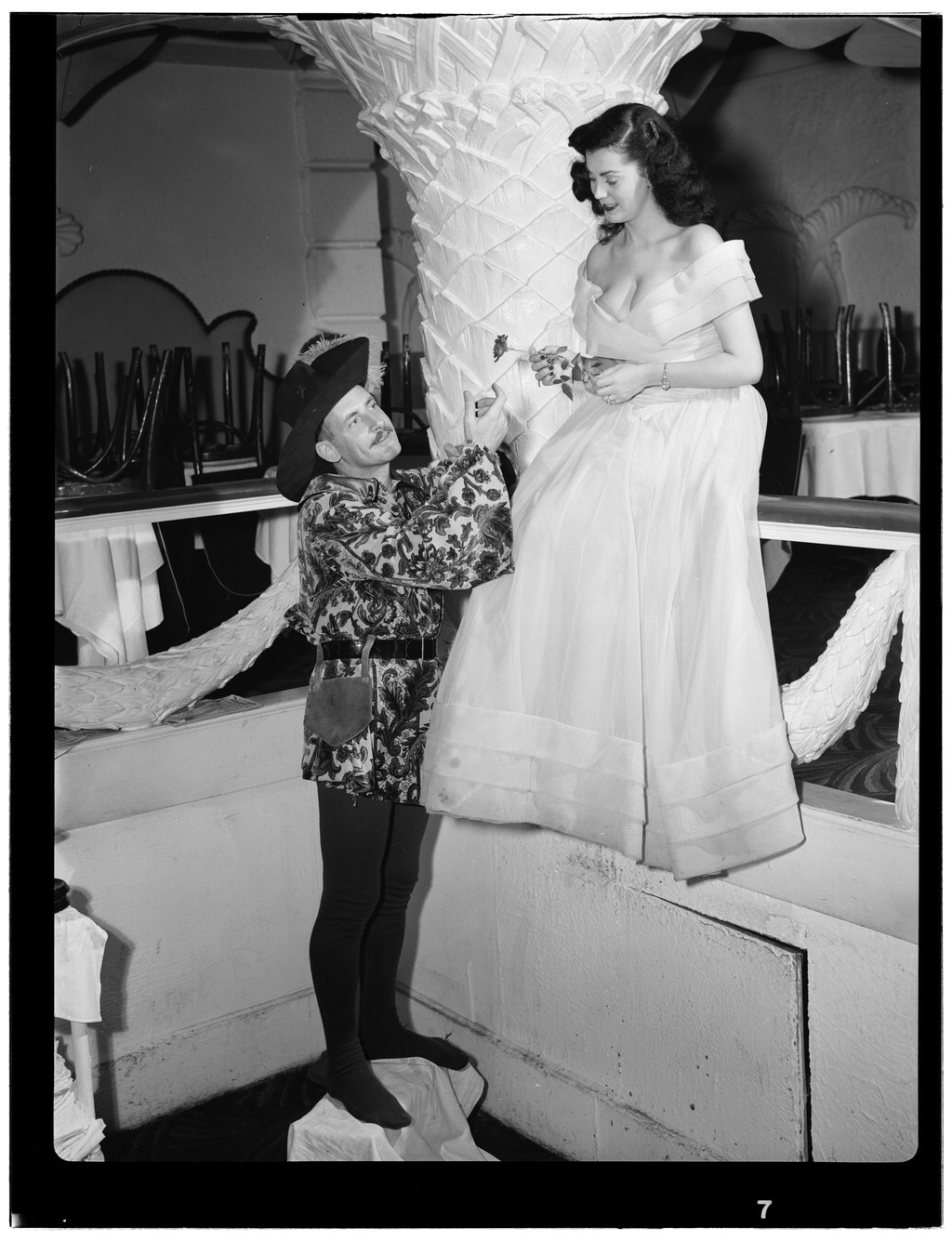
Larry Clinton (links) met Betty George, Copacabana, New York, circa 1947 (foto William Gottlieb)

Larry Clinton (Brooklyn, 17 augustus 1909 – Tucson, 2 mei 1985) was een Amerikaanse trompettist, trombonist, componist, arrangeur en bigband-leider die vooral in de jaren dertig succes had.
Clinton was een autodidact als trompettist en trombonist. Zijn muzikale loopbaan kwam pas goed van de grond in het begin van de jaren dertig, toen hij als arrangeur werkte voor verschillende dansorkesten. Hij was actief bij Claude Hopkins (1933), de gebroeders Dorsey (1934), Jimmy Dorsey (1935-1936) en Glen Gray's Casa Loma Orchestra  (1936-1937). Vervolgens  schreef hij kort voor Louis Armstrong en Bunny Berigan. In 1938 componeerde hij voor Tommy Dorsey de hit "Dipsy Doodle", zijn meest bekende compositie. 
Al in 1937 richtte hij, met enige tegenzin, een eigen band op waarmee hij een aantal succesvolle plaatopnames maakte voor labels als Victor. Het opgenomen materiaal varieerde van pop-songs uit die tijd, instrumentale nummers tot, vooral, swing-bewerkingen van klassieke melodieën. "My Reverie", een bewerking van een compositie van Claude Debussy, Rêverie, haalde de eerste plaats van de Amerikaanse hitlijst. De door Clinton geschreven tekst werd gezongen door Bea Wain, die  met Ford Leary de zang in de band verzorgde. Jazzing the Classics was 'in' in die tijd en Clinton kreeg er grote bekendheid door. Hij schreef echter ook originele composities, waarvan verschillende een interesse in het bovennatuurlijke en satanisme verraadden, zoals "Midnight in the Madhouse", "The Devil With the Devil" en "Satan in Satin".  
Het orkest was vooral een studioband, maar trad ook op in colleges en in de ballrooms van grote hotels. In 1938 en 1939 speelde hij ook in verschillende tien minuten durende films voor Vitaphone. In 1941 trad hij op in zes korte films voor de zogenaamde movie jukeboxes, die toen zeer populair waren.
In 1941 stopte Clinton met zijn band: hij moest in dienst en werd piloot en vlieginstructeur bij de Amerikaanse luchtmacht. Na de oorlog pakte hij de draad weer op. Hij werkte voor platenlabels als Cosmo als opname-leider. Daarna begon hij weer een nieuwe band, waarmee hij van 1948 tot 1950 succes had. In 1956 nam hij met een studio-band een lp op met nieuwe versies van zijn oude successen. In 1961 stapte hij uit de muziekbusiness.

## Discografie
- The Uncollected Larry Clinton 1937-1938, Hindsight
- Live in 1937 and 1938, Jazz Band
- Remember Larry Clinton 1937-1940, Sounds of Yesteryear
- Feeling Like a Dream (opnames 1940-1941), Hep Records
- In Hi Fi, Flare UK, 1956